# Churn (rivière)
La Churn est une rivière anglaise de 37,3 km de long, c'est un affluent gauche du fleuve la Tamise.

## Géographie
La longueur de la Churn est de 37,3 km,.
Elle est classée rivière principale et relève donc de la compétence de l'Agence de l'environnement (Environment Agency) et non pas de l'autorité locale.

## Affluents

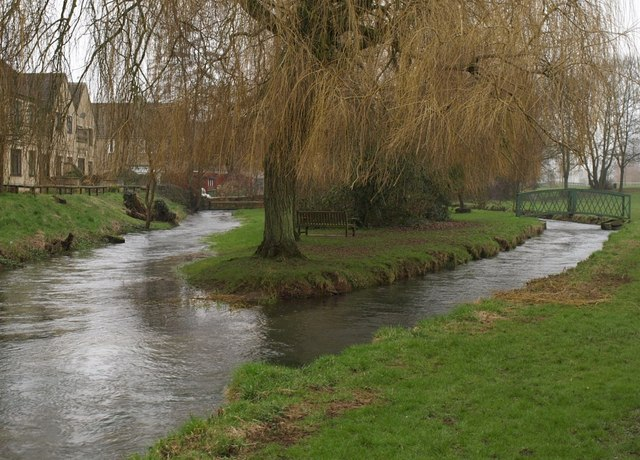
La Churn à Cirencenster.

Les principaux affluents sont le ruisseau Elkstone qui la rejoint à Perrots Brook Farm et le ruisseau Daglingworth, également connu sous le nom de Dunt Stream ou Duntisbourne qui conflue à Barton Mill, Cirencester, pour la rive droite. Deux affluents plus petits : le ruisseau Hilcot et le ruisseau Gumstool, rive gauche.

## Hydrologie
Son module est de 0,86 m3/s à Cerney Wick. Son régime hydrologique est dit pluvial océanique.

## Aménagements et écologie
L'Agence pour l'environnement mesure la qualité de l'eau des systèmes fluviaux en Angleterre. Chacun se voit attribuer un état écologique global qui peut être l'un des cinq niveaux suivants : élevé, bon, moyen, pauvre et mauvais. Plusieurs éléments sont utilisés pour déterminer cela, notamment l'état biologique qui examine la quantité et les variétés d'invertébrés, d'angiospermes et de poissons. L'état chimique qui compare les concentrations de divers produits chimiques à des concentrations sûres connues, est classé bon ou mauvais.
Qualité de l'eau de la Churn en 2019 :
| Section                                 | Statut écologique | Statut chimique | Statut global | Longueur  | Bassin     | Canal |
| --------------------------------------- | ----------------- | --------------- | ------------- | --------- | ---------- | ----- |
| Churn (source à Perrots Brook)          | moyen             | mauvais         | moyen         | 16,936 km | 58,642 km2 |       |
| Churn (Baunton à Cricklade)             | moyen             | mauvais         | moyen         | 20,414 km | 30,654 km2 |       |
| Elkstone Brook                          | bon               | mauvais         | moyen         | 4,643 km  | 19,793 km2 |       |
| Daglingworth Stream (Source à la Churn) | moyen             | mauvais         | moyen         | 11,055 km | 22,369 km2 |       |